# Anisitsiellides zealandicus
Anisitsiellides zealandicus är en kvalsterart som beskrevs av Hopkins 1967. Anisitsiellides zealandicus ingår i släktet Anisitsiellides och familjen Anisitsiellidae. Inga underarter finns listade i Catalogue of Life.